# Мерштеттен (Тургау)
Мерштеттен (нім. Märstetten) — громада  в Швейцарії в кантоні Тургау, округ Вайнфельден.

## Географія
Громада розташована на відстані близько 145 км на північний схід від Берна, 14 км на схід від Фрауенфельда.
Мерштеттен має площу 10 км², з яких на 13,8% дозволяється будівництво (житлове та будівництво доріг), 65,5% використовуються в сільськогосподарських цілях, 19,7% зайнято лісами, 1% не є продуктивними (річки, льодовики або гори).

## Демографія
2019 року в громаді мешкало 2889 осіб (+15,7% порівняно з 2010 роком), іноземців було 15,1%. Густота населення становила 290 осіб/км².
За віковим діапазоном населення розподілялося таким чином: 21,4% — особи молодші 20 років, 63% — особи у віці 20—64 років, 15,6% — особи у віці 65 років та старші. Було 1216 помешкань (у середньому 2,4 особи в помешканні).
Із загальної кількості 1126 працюючих 142 було зайнятих в первинному секторі, 326 — в обробній промисловості, 658 — в галузі послуг.